# Peso argentino
O peso argentino  (ISO 4217 ARS, símbolo $) é a moeda oficial da Argentina. A moeda adota divisões em centavos de 1, 5, 10, 25, 50 centavos, e 1, 2, 5 e 10 pesos. Já as notas são de 10, 20, 50, 100, 200, 500, 1.000, 2.000, 10.000 e 20.000 pesos.
As moedas raramente são utilizadas. As notas de 2 pesos perderam o valor em abril de 2018, e as notas de 5 pesos deixaram de circular e de ter validade em fevereiro de 2020.

## Histórico
Em 1813, a Argentina começou a emitir sua própria moeda, denominada Real Argentino, constituída somente por moedas metálicas. Em 1820, foram introduzidas as cédulas. Em 1881, o Real Argentino foi substituído pelo Peso. Na ocasião, cada peso valia 2 reais argentinos.

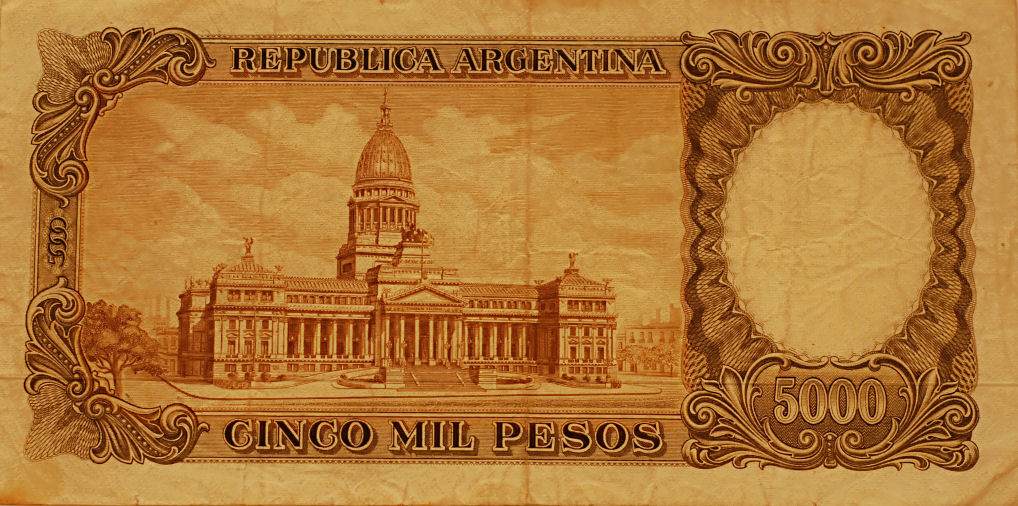
5000 pesos (Moeda Nacional) em 1964

Uma série de moedas receberam a denominação de Peso, se destacando a peso moneda nacional (1881-1969), a peso oro sellado (1881-1929), a peso ley (1970-1983), a peso argentino (1983-1985) e a atual peso "convertible" (circulante desde 1991, mas com a convertibilidade cessada em 2001).
Em 1985, o governo argentino decidiu substituir o peso argentino pelo Austral com o objetivo de combater a inflação. No entanto, com o insucesso do plano econômico e os surtos de Hiperinflação no final do governo Alfonsin, houve o advento do Decreto Executivo nº 2.128, de 10 de outubro de 1991, ficou definido que a partir de 1º de janeiro de 1992 seria instituída uma nova linha de moedas "peso". O Decreto estabeleceu então que 1 peso ($1) equivaleria a dez mil austrais (A10.000). O peso também era conversível com o dólar estadunidense, em uma relação de 1 peso ($1) para cada dólar, paridade esta que foi instituída para dar continuidade à equivalência dólar-austral anteriormente instituída pela Lei de Conversibilidade (Lei nº 23.928, de 27 de março de 1991). As cédulas emitidas na época continham uma legenda em que se lia "conversíveis de circulação legal".
Com a mudança, o novo peso reagiu e gerou um impacto cambial positivamente significativo na Argentina, em 2001 ocorreu uma desvalorização que levou o peso a valer quase 1/4 de dólar estadunidense.
Durante o ano de 2008, foram apresentados ao Congresso da Argentina vários projetos para o redesenho dos pesos em circulação. Um deles, assinado entre outros por Roy Cortina (Partido Socialista) e Claudio Morgado (Frente para a Vitória), propôs a adição de Eva Perón ao anverso das cédulas e no verso uma imagem relacionada ao voto feminino. O projeto também defendia a substituição da imagem de Julio Argentino Roca, nas notas de $100, pela de Juana Azurduy, a revolucionária peruana que lutou nos conflitos armados responsáveis pela Independência da América Espanhola. Finalmente, a cédula de $100 foi redesenhada com o rosto de Eva Perón.

## Valor e inflação
A cotação do peso argentino é oscilante e há anos vem sofrendo com a inflação da economia argentina. Em 28 de janeiro de 2014, 1 peso estava sendo cotado a aproximadamente 12,5 centavos de dólar estadunidense. Em 30 de agosto de 2018, a cotação chegou a em torno de 2,5 centavos de dólar. Em agosto de 2019, a menos de 2 centavos de dólar. No fim de 2024, 1 peso já valia US$ 0,001.

## Cédulas

### Primeira família
Foi criada em 1992, com cédulas de 1 a 100 pesos. Atualmente fora de circulação, substítuídas em 2000 pelas notas da segunda família.
| Valor             | Cor principal | Anverso                    | Reverso                         |
| ----------------- | ------------- | -------------------------- | ------------------------------- |
| $ 1 (1992-1994)   | Ciano         | Carlos Pellegrini          | Congresso da Nação Argentina    |
| $ 2 (1992-1997)   | Azul          | Bartolomé Mitre            | Museu Mitre                     |
| $ 5 (1992-1998)   | Verde         | José de San Martín         | Cerro de la Gloria              |
| $ 10 (1992-1998)  | Marrom        | Manuel Belgrano            | Monumento Nacional a la Bandera |
| $ 20 (1992-1998)  | Vermelho      | Juan Manuel de Rosas       | Batalha da Vuelta de Obligado   |
| $ 50 (1992-1999)  | Preto         | Domingo Faustino Sarmiento | Casa Rosada                     |
| $ 100 (1992-1999) | Violeta       | Julio Argentino Roca       | Campanha do Deserto             |

### Segunda família
Em circulação legal desde 1997, convivendo com a terceira família desde 2012 e sendo paulatinamente substituída pela quarta família. Nas emissões posteriores a 2002, a frase "conversíveis de curso legal" foi retirada. As cédulas de 2 pesos foram retiradas de circulação em 31 de maio de 2018 e as de 5 pesos deixaram de circular em 29 de fevereiro de 2020, substituídas por moedas.
| Valor              | Cor principal | Anverso                    | Reverso                         |
| ------------------ | ------------- | -------------------------- | ------------------------------- |
| $ 2 (1997-2018)    | Azul          | Bartolomé Mitre            | Museu Mitre                     |
| $ 5 (1998-2020)    | Verde         | José de San Martín         | Cerro de la Gloria              |
| $ 10 (1998-atual)  | Marrom        | Manuel Belgrano            | Monumento Nacional a la Bandera |
| $ 20 (2000-atual)  | Vermelho      | Juan Manuel de Rosas       | Batalha da Vuelta de Obligado   |
| $ 50 (1999-atual)  | Preto         | Domingo Faustino Sarmiento | Casa Rosada                     |
| $ 100 (1999-atual) | Violeta       | Julio Argentino Roca       | Campanha do Deserto             |

### Terceira família: Temos Pátria
Foi colocada em circulação entre 2012 e 2016. Convive com a segunda família e está sendo substituída pelas cédulas da quarta família.
| Valor              | Cor principal | Anverso                                                 | Reverso                                                                    |
| ------------------ | ------------- | ------------------------------------------------------- | -------------------------------------------------------------------------- |
| $ 5 (2015-2020)    | Verde         | José de San Martín                                      | José de San Martín, Simón Bolívar, José Artigas, Bernardo O'Higgins        |
| $ 10 (2016-atual)  | Marrom        | Manuel Belgrano                                         | Juana Azurduy e a representação do primeiro juramento à bandeira argentina |
| $ 50 (2015-atual)  | Azul Marinho  | Ilhas Malvinas e Ilhas Geórgia do Sul e Sandwich do Sul | Antonio Rivero, o Cemitério de Darwin, e o cruzador ARA General Belgrano   |
| $ 100 (2012-atual) | Violeta       | Eva Perón                                               | Ara Pacis                                                                  |

### Quarta família: Fauna Nativa da República Argentina
Em 2016,  começou a ser lançada uma nova série de cédulas com os animais da região, sendo a primeira a cédula de 500 pesos, seguida pelas cédulas de 200 pesos no mesmo ano, pelas cédulas de 20 e de 1000 pesos em 2017 e pelas de 50 e 100 pesos em 2018.
Já as cédulas de 2, 5 e 10 pesos foram sendo paulatinamente substituídas por moedas de mesmo valor, sendo que a cédula de 2 pesos deixou de valer em 2018 e a de 5 pesos em fevereiro de 2020.
| Valor                | Cor principal | Anverso               | Reverso                      |
| -------------------- | ------------- | --------------------- | ---------------------------- |
| $ 20 (2017-atual)    | Vermelho      | Guanaco               | Patagônia argentina          |
| $ 50 (2018-atual)    | Preto         | Condor-dos-andes      | Região de Cuyo               |
| $ 100 (2018-atual)   | Violeta       | Taruca                | Região Noroeste da Argentina |
| $ 200 (2016-atual)   | Azul          | Baleia-franca-austral | Mar Argentino                |
| $ 500 (2016-atual)   | Verde         | Onça-pintada          | Região Nordeste da Argentina |
| $ 1.000 (2017-atual) | Laranja       | João-de-barro         | Região Central da Argentina  |

### Quinta família: Heroínas e Herois da Pátria
Em circulação desde 2023, convivendo com a segunda, a terceira e a quarta família.
| Valor                 | Cor principal | Anverso                                    | Reverso                                                     |
| --------------------- | ------------- | ------------------------------------------ | ----------------------------------------------------------- |
| $ 1.000 (2023-atual)  | Laranja       | José de San Martín                         | Travessia dos Andes                                         |
| $ 2.000 (2023-atual)  | Cinza         | Cecilia Grierson e Ramón Carrillo          | Instituto de Microbiologia de Buenos Aires                  |
| $ 10.000 (2024-atual) | Turquesa      | María Remedios del Valle e Manuel Belgrano | Representação do Primeiro Juramento à Bandeira da Argentina |
| $ 20.000 (2024-atual) | Azul marinho  | Juan Bautista Alberdi                      | Casa de Alberdi                                             |

## Moedas

### Primeira família
Foram produzidas desde 1992 até 2016 e seguem em circulação, mas todas em desuso.
| Valor  | Período de Produção              | Reverso                                      | Diâmetro | Peso                                 | Material                                                                                             |
| ------ | -------------------------------- | -------------------------------------------- | -------- | ------------------------------------ | --- |
| $ 0,01 | 1992-1993, 1997-2000             | Coroa de louros                              | 16,2 mm  | 1,77 g                               | Bronze de alumínio (1992-1993) Bronze (1993; 1997-2000)                                              |
| $ 0,05 | 1992-1995, 2004-2011             | Sol de Maio                                  | 17,2 mm  | 2 g                                  | Bronze de alumínio (1992-1993; 2004-2005) Cuproníquel (1993-1995) Aço revestido en latão (2006-2011) |
| $ 0,10 | 1992-1994, 2004-2011             | Brasão de armas da Argentina                 | 18,2 mm  | 2,25 g                               | Bronze de alumínio (1992-1994; 2004-2006) Aço revestido en latão (2006-2011)                         |
| $ 0,25 | 1992-1994, 1996, 2009-2010       | Cabildo de Buenos Aires                      | 24,2 mm  | 5,4 g (douradas) y 6,1 g (prateadas) | Bronze de alumínio (1992-1993; 2009-2010) Cuproníquel (1993-1994; 1996)                              |
| $ 0,50 | 1992-1994, 2009-2010             | Casa de Tucumán                              | 25,2 mm  | 5,8 g                                | Bronze de alumínio                                                                                   |
| $ 1    | 1994-1996, 2006-2010, 2013, 2016 | Escudo das Províncias Unidas do Rio da Prata | 23 mm    | 6,35 g                               | Anel: Cuproníquel Centro: Bronze de alumínio                                                         |
| $ 2    | 2011-2012, 2014-2016             | Bicentenario da Revolução de Maio            | 24,5 mm  | 7,2 g                                | Anel: Bronze de alumínio Centro: Cuproníquel                                                         |

### Segunda família: Árvores da República Argentina
Circulam desde 2017.
| Valor | Período de Produção | Anverso            | Diâmetro | Peso  | Material                         |
| ----- | ------------------- | ------------------ | -------- | ----- | -------------------------------- |
| $ 1   | 2017-2020           | Jacarandá          | 20 mm    | 4,3 g | Aço electrodepositado con cobre  |
| $ 2   | 2018                | Paineira Barriguda | 21,5 mm  | 5 g   | Aço electrodepositado con latão  |
| $ 5   | 2017, 2020          | Luma apiculata     | 23 mm    | 7,3 g | Aço electrodepositado con níquel |
| $ 10  | 2018-2020           | Prosopis caldenia  | 24,5 mm  | 9 g   | Alpaca                           |